# Třída London
Třída London byla třída těžkých křižníků postavených pro Britské královské námořnictvo. Třída představovala druhou skupinou těžkých křižníků třídy County. Celkem byly postaveny čtyři jednotky této třídy. Ve službě byly od roku 1929. Celá třída byla intenzivně nasazena za druhé světové války. Žádný nebyl potopen. Jediným zahraničním uživatelem třídy bylo Australské královské námořnictvo. Po vyřazení byly všechny sešrotovány.

## Stavba
Od předchozí třídy Kent se tyto lodě lišily víceméně jen systémem podhladinové ochrany. Celkem byly v letech 1926–1929 postaveny čtyři jednotky této třídy.
Jednotky třídy London:
| Jméno      | Loděnice            | Založení kýlu   | Spuštění na vodu | Přijetí do služby | Status                                            |
| ---------- | ------------------- | --------------- | ---------------- | ----------------- | ------------------------------------------------- |
| Devonshire | Devonport Dockyard  | 16. března 1926 | 22. října 1927   | 18. března 1929   | Prodán do šrotu 1954.                             |
| London     | Portsmouth Dockyard | 23. února 1926  | 14. září 1927    | 31. ledna 1929    | Prodán do šrotu 1950.                             |
| Shropshire | Beardmore           | 24. února 1927  | 5. července 1928 | 12. září 1929     | Roku 1943 předán Austrálii. Prodán do šrotu 1955. |
| Sussex     | Hawthorne Leslie    | 1. února 1927   | 22. února 1928   | 19. března 1929   | Prodán do šrotu 1950.                             |

## Konstrukce

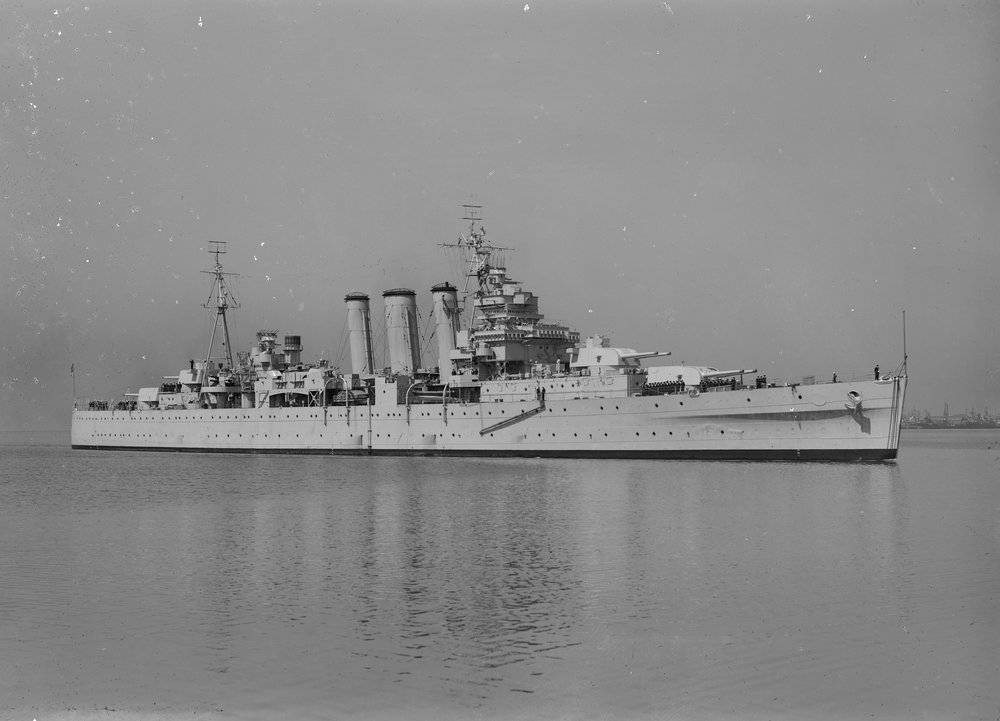
HMAS Shropshire

### Výzbroj
Křižníky chránilo lehké pancéřování. Boky a dělové věže kryl 25,4mm pancíř, muniční sklady až 102mm pancíř. Použita byla také 36mm pancéřová paluba. Hlavní výzbroj tvořilo osm 203mm/50 kanónů BL Mk.VIII ve čtyřech dvoudělových věžích. Doplňovaly je čtyři 102mm kanóny QF Mk.V HA v jednohlavňové lafetaci, čtyři 40mm kanóny Pom-pom a dva čtyřhlavňové 533mm torpédomety. Nesena byla torpéda Mk.VII. Pohonný systém tvořilo osm tříbubnových kotlů Admiralty a čtyři turbínová soustrojí Parsons o výkonu 80 000 hp, pohánějící čtyři lodní šrouby. Nejvyšší rychlost dosahovala 32,3 uzlu.

### Modifikace

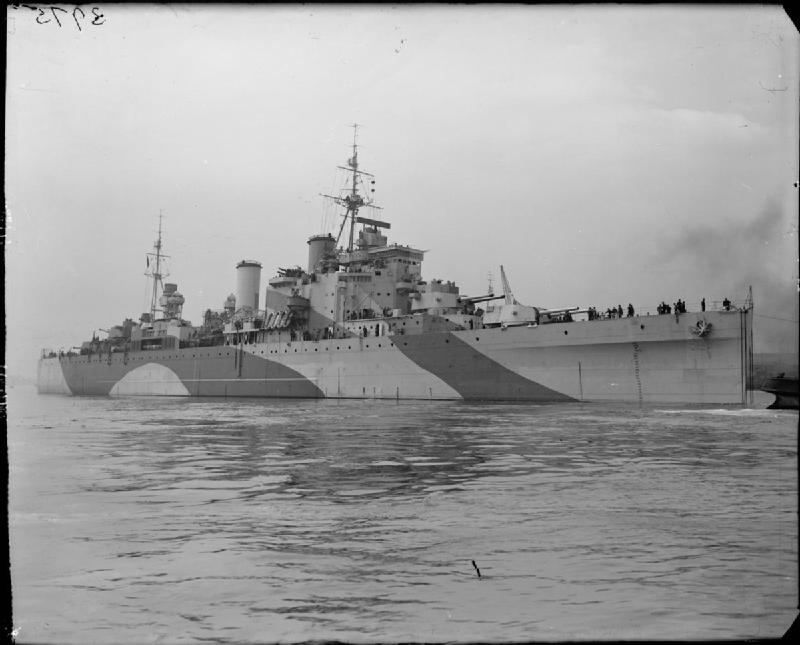
Změněný vzhled modernizovaného křižníku London

V letech 1932–1933 byly křižníky vybaveny katapultem a palubním hydroplánem. Roku 1937 byly Pom-pomy odstraněny. Čtyři 102mm kanóny nahradilo osm 102mm kanónů Mk.XVI ve dvojhlavňové lafetaci. Křižník London v letech 1938–1941 jako jediný prodělal rozsáhlou modernizaci. Zejména získal zcela novou rozměrnější nástavbu a na jeho boky byly přidány 114mm pancéřové pásy. Křižník dostal katapult umístěný kolmo k ose trupu a zároveň byl vybaven hangárem až pro tři letouny. Způsobilo to však problémy se zvětšeným namáháním trupu, který musel být zpevněn.
Během další služby byla zejména posilována lehká protiletadlová výzbroj. Na křižnících Devonshire a Sussex byla dokonce odstraněna jedna dělová věž a ta byla nahrazena větším počtem protiletadlových kanónů. Roku 1943 byly odstraněny katapulty a letadla. Od let 1943–1944 byla nesena novější torpéda Mk.IX. Na křižnících Devonshire, Shropshire a Sussex byly za války sejmuty torpédomety.

## Služba

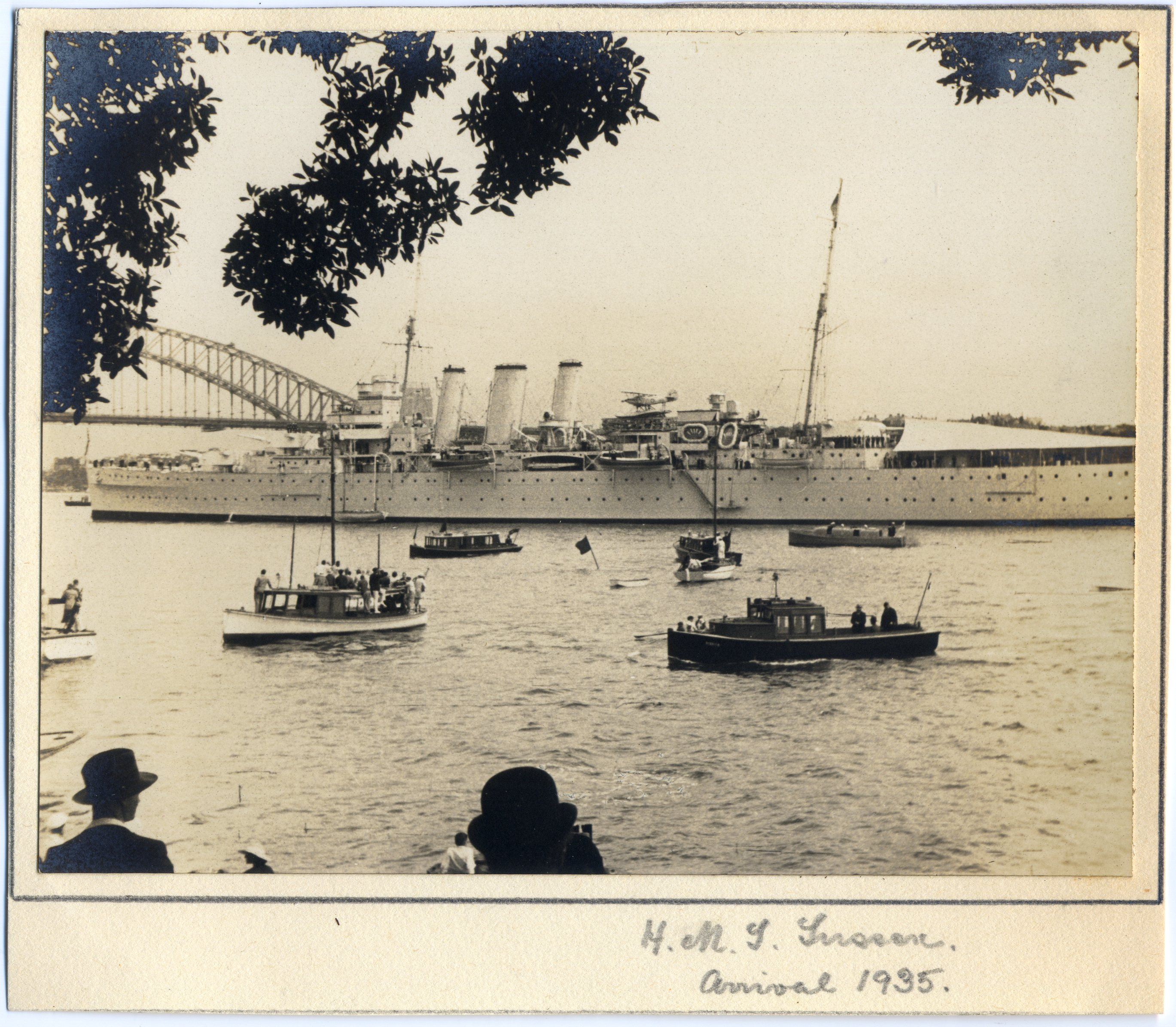
HMS Sussex

Těžký křižník Sussex byl v době vypuknutí druhé světové války součástí v Gibraltaru dislokovaného Svazu H. Spolu s ním se v Jižním Atlantiku podílel na pronásledování německého těžkého křižníku Admiral Graf Spee. Křižník Devonshire se v dubnu 1940 zapojil do norské kampaně. Na jeho palubě byl ze země evakuován norský král Hakon VII. a královská rodina. V září 1940 se Devonshire účastnil neúspěšného britského pokusu o obsazení Dakaru a jeho předání silám Svobodných Francouzů (Operace Menace). V květnu 1941 se London podílel na pronásledování německé bitevní loď Bismarck. Dne 21. listopadu 1941 průzkumný letoun Supermarine Walrus z paluby Devonshire objevil německý pomocný křižník Atlantis, který tento křížník následně potopil. Shropshire operoval od roku 1943 v Pacifiku. Mimo jiné roku 1944 bojoval v bitvě u Leyte. Na palubě Sussexu dne 5. září 1945 podepsal generál Seiširó Itagaki kapitulaci Singapuru. Žádná z křižníků třídy London nebyl ve válce ztracen. Všechny byly v letech 1950–1955 prodány do šrotu.

## Zahraniční uživatelé
Austrálie
- Australské královské námořnictvo – roku 1943 získalo těžký křižník HMAS Shropshire, který byl náhradou za křižník HMAS Canberra, který byl potopen v bitvě u ostrova Savo. Roku 1955 byl prodán do šrotu.